# قرار مجلس الأمن التابع للأمم المتحدة رقم 776
قرار مجلس الأمن التابع للأمم المتحدة رقم 776، المعتمد في 14 سبتمبر 1992، بعد إعادة التأكيد على القرار 743 (1992) والإشارة إلى عروض المساعدة المقدمة من الدول الأعضاء منذ اعتماد القرار 770 (1992)، أذن المجلس بزيادة حجم قوة الأمم المتحدة للحماية في البوسنة والهرسك ومناطق أخرى من يوغوسلافيا السابقة.
بموجب القرار 776، كان على قوة الحماية توفير الحماية للمنظمات الإنسانية مثل اللجنة الدولية للصليب الأحمر، والأنشطة الأخرى التي طلبها مفوض الأمم المتحدة السامي لشؤون اللاجئين مثل تحديد مواعيد القوافل والتفاوض بشأن الممر الآمن. كما سيسمح للقوة باستخدام الدفاع عن النفس إذا حاول مسلحون منعها من تنفيذ ولايتها.
تبنى القرار بأغلبية 12 صوتاً مع امتناع 3 أعضاء عن التصويت من الصين والهند وزيمبابوي.